# Beljanica
Les monts Beljanica (en serbe cyrillique : Бељаница) sont une montagne de l'est de la Serbie. Ils culminent au mont éponyme de Beljanica, qui s'élève à 1 336 m d'altitude, et font partie de l'ensemble montagneux des Carpates serbes.

## Géographie
Les monts Beljanica sont situés entre la rivière Mlava et la dépression de Žagubica (en serbe : Žagubička kotlina) au nord et la rivière Resava au sud. D'ouest en est, il s'étend sur une longueur de 24 km, avec une largeur moyenne d'environ 12 km. Il couvre une superficie de 309 km2, dont 246 km2 présentent les caractéristiques d'un relief karstique.

## Relief et hydrologie
La partie septentrionale de la Beljanica est constituée d'un plateau karstique comprenant de nombreuses vallées, des ravins et des vallées sèches. Le sud est escarpé et comprend la crête calcaire de la Beljanica, qui s'élève à 1 336 m d'altitude et tombe en pente raide dans la gorge de la rivière Čemernica, un affluent droit de la Resava. Sur la crête se trouvent de nombreuses grottes, dont la plus importante est celle de Velika Atula (560 m) et, à ses pieds, jaillissent de nombreuses sources comme le Veliko vrelo et le Malo vrelo ou encore la source de la Mlava (en serbe : Vrelo Mlave), près de Žagubica. La Beljanica est une montagne riche en eau, souterraines ou de surface. En raison du relief karstique, beaucoup de rivières et de ruisseaux connaissent un phénomène de résurgence.

## Grottes
Les monts Beljanica comptent de nombreuses grottes. Outre Velika Atula, on peut citer la grotte de Resava (en serbe : Resavska pećina), la plus célèbre d'entre elles, où l'on peut voir des stalactites, des stalagmites, des colonnes de cristal et un canal de corail ; elle attire chaque année environ 50 000 visiteurs. Parmi les autres grottes, on peut citer celle de Jelarča, la Pionirska pećina, la Vlaška pećina et l'Ivkov ponor ou encore l'Izviđačka pećina. On peut y pratiquer la spéléologie.